# Humenné (distrito)
O Distrito de Humenné (eslovaco: Okres Humenné) é uma unidade administrativa da Eslováquia Oriental, situado na Prešov (região), com 64.845 habitantes (em 2001) e uma superfície de 754 km². Sua capital é a cidade de Humenné.

## Demografia
| Ano:        | 1994   | 2004   | 2014   | 2024   |
| ----------- | ------ | ------ | ------ | ------ |
| Broj ljudi: | 64 629 | 64 620 | 63 614 | 58 257 |
| Razlika:    |        | -0,01% | -1,55% | -8,42% |

| Ano:               | 2023   | 2024   |
| ------------------ | ------ | ------ |
| Número de pessoas: | 58 688 | 58 257 |
| Diferença:         |        | -0,73% |

## Cidades
- Humenné (capital)

## Municípios
- Adidovce
- Baškovce
- Brekov
- Brestov
- Černina
- Dedačov
- Gruzovce
- Hankovce
- Hažín nad Cirochou
- Hrabovec nad Laborcom
- Hrubov
- Hudcovce
- Chlmec
- Jabloň
- Jankovce
- Jasenov
- Kamenica nad Cirochou
- Kamienka
- Karná
- Kochanovce
- Košarovce
- Koškovce
- Lieskovec
- Lukačovce
- Ľubiša
- Maškovce
- Modra nad Cirochou
- Myslina
- Nechválova Polianka
- Nižná Jablonka
- Nižná Sitnica
- Nižné Ladičkovce
- Ohradzany
- Pakostov
- Papín
- Porúbka
- Prituľany
- Ptičie
- Rohožník
- Rokytov pri Humennom
- Rovné
- Ruská Kajňa
- Ruská Poruba
- Slovenská Volová
- Slovenské Krivé
- Sopkovce
- Topoľovka
- Turcovce
- Udavské
- Valaškovce
- Veľopolie
- Víťazovce
- Vyšná Jablonka
- Vyšná Sitnica
- Vyšné Ladičkovce
- Vyšný Hrušov
- Závada
- Závadka
- Zbudské Dlhé
- Zubné